# Xã Armstrong, Quận Vanderburgh, Indiana
Xã Armstrong (tiếng Anh: Armstrong Township) là một xã thuộc quận Vanderburgh, tiểu bang Indiana, Hoa Kỳ. Năm 2010, dân số của xã này là 1.599 người.